# 빌라 마달레나
《빌라 마달레나》(포르투갈어: Vila Madalena)는 1999년 방영된 브라질의 텔레노벨라이다.